# Out of This World
Out of This World je čtvrté studiové album švédské hard rockové skupiny Europe. Vydáno bylo 9. srpna 1988 společností Epic Records. Z tohoto alba vyšlo šest singlů: "Superstitous", "Open Your Heart", "Let the Good Times Rock", "Sign of the Times" "More Than Meets the Eye" a "Tomorrow". Nejúspěšnější byl singl "Superstious", který se umístil na 31. místě na Billboard Hot 100 a na 9. místě na Mainstream Rock Tracks.

## Seznam Skladeb
1. "Superstitious" (Joey Tempest) - 4:35
2. "Let the Good Times Rock" (Tempest) - 4:04
3. "Open Your Heart" (Tempest) - 4:04
4. "More Than Meets the Eye" (Tempest, Kee Marcello, Michaeli) - 3:20
5. "Coast to Coast" (Tempest, Marcello, Michaeli) - 4:00
6. "Ready or Not" (Tempest) - 4:05
7. "Sign of the Times" (Tempest) - 4:15
8. "Just the Beginning" (Tempest, Marcello) - 4:32
9. "Never Say Die" (Tempest) - 4:00
10. "Lights and Shadows" (Tempest) - 4:04
11. "Tower's Callin'" (Tempest) - 3:48
12. "Tomorrow" (Tempest) - 3:04